# Dipterocarpus grandiflorus
Espèce
Classification phylogénétique
Statut de conservation UICN

 EN  : En danger
Le Dipterocarpus grandiflorus est un arbre sempervirent originaire des forêts humides des plaines d'Asie du sud-est, de la famille des Diptérocarpacées.

## Synonymes
- Malais: Keruing belimbing
- Viet-Nam: Dầu đọt tím;

## Répartition
Forêts de basse altitude aux Philippines, Singapour, Myanmar, Thaïlande, Vietnam, Malaisie et Sumatra.

## Préservation
En danger critique de disparition du fait de la déforestation.